# Das Geisterhaus (Film)
Das Geisterhaus (Internationaler Verleihtitel: The House of the Spirits) ist ein deutsch-dänisch-portugiesisches Filmdrama aus dem Jahr 1993. Regie führte Bille August, der das Drehbuch anhand des Romans Das Geisterhaus von Isabel Allende schrieb. Die Hauptrollen spielten Meryl Streep, Glenn Close, Jeremy Irons, Winona Ryder und Antonio Banderas.

## Handlung
Im Zentrum dieses in der Zeitspanne der 1920er bis 1970er Jahre in Chile spielenden Films steht Esteban Trueba, ein Mann aus einfachsten Verhältnissen, der durch harte Arbeit als Goldgräber und Farmer zu Vermögen und Macht kommt, als Großgrundbesitzer die Arbeiterbewegung bekämpft und auch familiär Härte und Unerbittlichkeit entwickelt, bis er, durch den Verlust der ihm liebsten Menschen vereinsamt und erschüttert durch die politischen Umwälzungen der 1960er und 1970er Jahre, geläutert wird.
Der junge Esteban Trueba verliebt sich in Rosa del Valle, Tochter einer gutsituierten Familie, die in die Hochzeit einwilligt. Jedoch will er sich zunächst eine Existenz als Goldgräber aufbauen, um ihr einen angemessenen Lebensstandard bieten zu können. Als er auf eine gewinnbringende Goldader trifft und zurückkehrt, um Rosa zu heiraten, wird diese Opfer eines Vergiftungsanschlags, der eigentlich ihrem Vater, einem Politiker, galt.
Clara, Rosas jüngere Schwester, hat aufgrund der ihr eigenen übernatürlichen Fähigkeiten den Tod der Schwester vorausgeahnt und verfällt nun in Schweigen, weil sie sich schuldig fühlt. Erst Jahre später, als Esteban, inzwischen als Farmer zu Vermögen gekommen, um ihre Hand anhält, bricht sie ihr Schweigen. Sie heiratet Esteban.
Gleichzeitig nimmt Esteban seine Schwester Férula, die über Jahre die schwerkranke Mutter gepflegt hat und deshalb ledig geblieben ist, auf Drängen Claras in seine Familie auf. Férula und Clara entwickeln eine herzliche Beziehung.
Die Ehe ist zunächst glücklich. Die Tochter Blanca wird geboren. Sie entwickelt schon als Kind eine innige Beziehung zu Pedro Tercero García, dem Sohn von Estebans Vorarbeiter. Esteban, dem dieser Umgang missfällt, schickt Blanca auf ein Internat. In den Ferien und nach Abschluss der Schulzeit trifft sich Blanca jedoch weiterhin heimlich mit Pedro, der inzwischen zu einem klassenbewussten Arbeiter geworden ist und die anderen Arbeiter zum Aufstand gegen die Grundbesitzer aufruft. Esteban verjagt ihn daraufhin von seiner Farm Las Tres Marías.
In der Folge wird Esteban von mehreren Menschen verlassen.
Als Esteban Férula und Clara nach einem Erdbeben zusammen schlafend im Bett entdeckt und eine erotische Beziehung vermutet, verweist er Férula des Hauses. Dann erfährt Esteban von der Liebesbeziehung zwischen Blanca und Pedro; in seiner Wut schlägt er sowohl Blanca als auch Clara. Clara, die seinetwegen ihr Schweigen gebrochen hatte, erklärt ihm, sie werde nie wieder mit ihm sprechen, und tut dies auch nicht mehr bis zu ihrem Tode. Sie zieht mit Blanca ins Haus ihrer inzwischen verstorbenen Eltern.
Pedro indessen flieht vor Esteban, der angekündigt hatte, ihn zu töten, sollte er ihn mit Blanca erwischen. Daraufhin verlässt Pedros Vater, der Vorarbeiter, die Farm. Esteban ist noch immer wütend. Er verspricht eine Belohnung für Hinweise auf Pedro. Ein Hinweis kommt von Estebans unehelichem Sohn Esteban García, dessen Mutter, die Arbeiterin Pancha García, Esteban als junger Mann vergewaltigt hatte.
Doch Pedro gelingt es wieder zu fliehen.
Blanca ist von Pedro schwanger und bekommt eine Tochter, Alba. Esteban, der inzwischen als konservativer bis reaktionärer Senator Karriere gemacht hat, will die Schande von der Familie fernhalten und Blanca mit einem reichen Franzosen verheiraten, um das Kind zu legitimieren. Doch Blanca weigert sich und erinnert ihn gleichzeitig daran, dass es einen weiteren Bastard in der Familie gibt: Esteban García, den Sohn der von Esteban vergewaltigten Arbeiterin, dessen Existenz Esteban immer geleugnet hatte.
Im Jahre 1970 verlieren die Konservativen, die 20 Jahre an der Macht waren, die Wahlen gegen die Unidad Popular, ein Wahlbündnis der linken Parteien. Für Esteban, jetzt ein alter Mann, bricht eine Welt zusammen. Deshalb begegnet er dem Putsch der Armee im Jahre 1973 zunächst mit Sympathie. Doch schon bald erfährt er, dass dadurch nicht nur die linke Regierung unter Salvador Allende entmachtet wurde, sondern auch er selbst Privilegien eingebüßt hat. Als seine Tochter Blanca verhaftet wird, bleibt seine Reputation als Senator ohne Wirkung. Verzweifelt muss er erdulden, dass Blanca wochenlang verhört, gefoltert und missbraucht wird; dies geschieht vor allem durch ihren Halbbruder Esteban García, der in der Armee aufgestiegen ist (Esteban selbst hatte ihm diese Laufbahn finanziert, um ihn sich vom Halse zu schaffen), und der dadurch verspätet indirekte Rache an seinem Vater nimmt.
Der Verlust geliebter Menschen und der gesellschaftlichen Stellung bewirken eine radikale Veränderung Estebans, die so weit geht, dass er auf Wunsch Blancas Pedro die Flucht nach Kanada ermöglicht. Nachdem Blanca aus der Haft entlassen wurde, stirbt Esteban auf seiner Farm Las Tres Marías. In der Stunde seines Todes erscheint ihm noch einmal Clara.

## Kritiken
James Berardinelli lobte auf ReelViews die Verfilmung des Romans, die er als „sehr persönlich“ bezeichnete. Er lobte sehr stark die Darstellungen von Winona Ryder, Glenn Close, Meryl Streep und Jeremy Irons.
Roger Ebert kritisierte in der Chicago Sun-Times den Film, den er als „intellektualisiertes Drama“ bezeichnete. Er lobte die Darstellung von Winona Ryder, dank der der von ihr gespielte Charakter funktioniere.
Hellmuth Karasek lobt in seiner Rezension des Films im Spiegel vor allem die darstellerischen Leistungen von Meryl Streep, Glenn Close und Jeremy Irons. Als Fazit schreibt er: „In seinem Genre jedenfalls ist das ‚Geisterhaus‘ ein imposanter Wurf.“

„Die aufwendige Verfilmung des Bestseller-Romans von Isabel Allende verfügt über betörend schöne Landschaftspanoramen sowie ein außergewöhnliches Aufgebot an internationalen Stars. Ihr fehlt jedoch die überbordende Fabulierlust der Vorlage, so daß der Film in allzu deutlich berechneter äußerer Schönheit erstarrt.“

Häufig kritisiert wurde der Film aber auch wegen der zahlreichen Veränderungen gegenüber der Vorlage. Beispielsweise ist in Isabel Allendes Roman Alba diejenige, die gefoltert und missbraucht wird. Im Film wird Albas Heranwachsen nicht berücksichtigt, stattdessen füllt Blanca ihre Rolle aus.

## Drehorte und Filmmusik
Der Film wurde mehrheitlich in Dänemark gedreht, weitere Szenen in Lissabon und im Alentejo, Portugal.
Die Musik zum Film wurde von dem Filmkomponisten und Oscar-Preisträger Hans Zimmer geschaffen. Zusätzlich sind in dem Film zwei weitere Musikstücke zu hören: La Paloma, ein spanisch-kubanisches Lied, das von der chilenischen Sängerin Rosita Serrano gesungen wird, und La Cumparsita, eine klassische uruguayische Tangomelodie, gespielt von Adalbert Lutter und seinem Orchester.

## Auszeichnungen
Bille August gewann im Jahr 1994 für die Regie und für das Drehbuch Preise des dänischen Robert Festivals, außerdem wurden Janus Billeskov Jansen für den Schnitt und Niels Arild für den Ton ausgezeichnet. Bille August gewann außerdem 1994 einen Preis des Festival del Nuevo Cine Latinoamericano in Havanna sowie den goldenen Guild Film Award.
Hans Zimmer gewann 1994 den German Phono Academy Award.
Der Film gewann 1994 den Gilde-Filmpreis in Gold und die Goldene Leinwand. Die Designerin der Kostüme Barbara Baum und der Produzent Bernd Eichinger gewannen im Jahr 1993 den Bayerischen Filmpreis. Bernd Eichinger gewann außerdem 1994 den Deutschen Filmpreis in Gold. 
Die Deutsche Film- und Medienbewertung FBW in Wiesbaden verlieh dem Film das Prädikat besonders wertvoll.